# Kaminieli Raivono
Pas d'image ? Cliquez ici

a Compétitions nationales et continentales officielles uniquement.

Dernière mise à jour le 15 avril 2025.
Kaminieli Raivono, né le 13 mai 1996, est un joueur fidjien de rugby à XV évoluant au poste d'ailier.

## Carrière
Kaminieli Raivono commence sa carrière professionnelle en 2015 avec le Stade rochelais avec qui il ne joue que deux matchs de Challenge européen,. Il évolue la majeure partie du temps avec l'équipe espoir. 
En 2018, il rejoint la Pro D2 et le club de Soyaux Angoulême XV Charente.
Après cinq saisons au SA XV, il s'engage en 2023 avec le SC Albi en Nationale.

## Palmarès
Néant.